# Etnocídio
Etnocídio é um conceito vinculado a genocídio. Basicamente, o termo, afim de genocídio cultural, é usado para descrever a destruição da cultura de um povo, em vez do povo em si mesmo. Pode envolver linguicídio, fenômenos de aculturação etc. Ademais, diferentemente do genocídio, um etnocídio não é necessariamente intencional. E, diferentemente do genocídio, que entrou para o direito internacional, permanece como matéria de estudo dos etnólogos.

## Origem da palavra
Raphael Lemkin, o linguista e advogado que criou a expressão genocídio em 1943, unindo a palavra grega genos (raça, tribo) e a latina cídio (assassinato), "também sugeriu etnocídio como uma alternativa para representar o mesmo conceito, usando o grego ethnos (nação) no lugar de genos. A palavra não parece ter entrado em uso generalizado por esta época.
Subsequentemente, o etnocídio tem sido usado por alguns etnólogos em referência a um sub-tipo de genocídio. Enquanto a Convenção para a Prevenção e a Repressão do Crime de Genocídio das Nações Unidas (adotada em 1948, entrando em vigor a partir de 1951) define genocídio como atos cometidos contra grupos "nacionais, étnicos, raciais ou religiosos", o etnocídio, tomado neste contexto, referir-se-ia apenas a crimes motivados pela etnicidade.
Outra definição em uso em alguns escritos sugere que o etnocídio referir-se-ia a ações as quais não levariam à morte ou dano de membros viventes de um grupo, mas, em vez disso, teria um efeito de longo prazo ao reduzir a taxa de nascimentos, interferir com a educação ou transmissão de cultura às futuras gerações, ou excluindo a existência do grupo ou suas práticas do registro histórico. Este uso é encontrado comumente sobre discussões de povos indígenas oprimidos e definido algumas vezes como "culturicídio". Sob a Convenção da ONU, algumas destas práticas podem sobrepor-se às definições legais de genocídio, tais como a prevenção de nascimentos dentro de um grupo ou a transferência forçada de crianças de um grupo étnico para outro.
Embora as leis internacionais sobre o genocídio foquem principalmente ações violentas diretas e repressivas, é válido observar que Lemkin, em seus escritos, considerava o genocídio como um crime acima de todos os outros, não somente por causa da quantidade de pessoas mortas ou feridas, mas porque o genocídio levava com ele a intenção de tornar extintas culturas inteiras e insubstituíveis. A definição mais ampla de etnocídio pode ser útil em expressar deficiências percebidas e restrições que a lei de genocídio tenha em identificar a destruição cultural quando ela ocorrer por meios menos violentos e mais discretos.

## O Etnocídio no Marco Temporal sobre as Terras Indígenas brasileiras
Em julgamento no STF sobre a questão do marco temporal, o relator do caso Ministro Edson Fachin pronuncia seu voto citando a questão do etnocídio:
Autorizar, à revelia da Constituição, a perda da posse das terras tradicionais por comunidade indígena, significa o progressivo etnocídio de sua cultura, pela dispersão dos índios integrantes daquele grupo.

### Outras línguas
- «Etnocídio» (em inglês)
- «Genocídio Cultural». (em inglês)
- «Etnocídio» (em francês). em francês na Encyclopædia Universalis, por Pierre Clastres.